# Фрезах
Фрезах (нем. Fresach) — коммуна (нем. Gemeinde) в Австрии, в федеральной земле Каринтия. 
Входит в состав округа Филлах.  Население составляет 1317 человек (на 31 декабря 2005 года). Занимает площадь 38,8 км². Официальный код  —  2 07 12.

## Политическая ситуация
Бургомистр коммуны — Вальтер Бернштайнер (СДПА) по результатам выборов 2003 года.
Совет представителей коммуны (нем. Gemeinderat) состоит из 15 мест.
- СДПА занимает 7 мест.
- АПС занимает 5 мест.
- АНП занимает 3 места.